# Ochlokratie
Ochlokratie (altgriechisch ὀχλοκρατία, aus ὄχλος óchlos, deutsch ‚Menschenmenge‘, ‚Masse‘, ‚Pöbel‘, und -kratie), deutsch auch Pöbelherrschaft, ist ein abwertender Begriff für eine Herrschaftsform, bei der eine Masse ihre politischen Entschlüsse als Mehrheit oder durch Gewalt eigennützig durchsetzt.

## Geschichte
Der Begriff wurde durch den Historiker Polybios (um 200–118 v. Chr.) in die antike griechische Staatstheorie eingeführt. In seinem Verfassungskreislauf stellt er die Ochlokratie als Verfallsform oder „Entartung“ der demokratischen Staatsform dar. Dabei gehe die Orientierung am Gemeinwohl verloren, stattdessen würden Eigennutz und Habsucht das Handeln der Bürger bestimmen.
Schon Herodot unterschied zwischen einer guten und einer schlechten Form der Herrschaft aller Bürger. Auch Platon (427–347 v. Chr.) unterschied eine gelungene von einer misslungenen Demokratie, führte aber hier noch keine eigene Terminologie ein. Aristoteles (384–322 v. Chr.) beschrieb später die Politie (gr. πολιτεία politeia, deutsch ‚Verfassung‘) als die „gute“ und die Demokratie (gr. δῆμος dēmos, deutsch ‚Volk‘) als die „schlechte“ Ausprägung einer Staatsform, in der das Volk herrscht. Polybios schließlich differenzierte terminologisch und bezeichnet mit Ochlokratie die negative Variante der Volksherrschaft, während der Begriff „Demokratie“ bei ihm positiv besetzt ist.
Grundsätzlich herrschte in der antiken Staatstheorie seit Platon die Vorstellung, dass jede am Gemeinwohl orientierte Herrschaftsform ein entartetes, nur an den Interessen der Herrschenden orientiertes Gegenstück habe. Aus der Ansicht heraus, dass die Grundformen der Verfassungen notwendigerweise instabil sind, hat zunächst Polybios die Idee des Verfassungskreislaufs entwickelt, die diese Herrschaftsformen zueinander in Beziehung setzt.

## Laokratie
Selten wird in der älteren Literatur als Synonym das Wort Laokratie verwendet (griech.: λαός laos, deutsch ‚Volk‘, ‚Volksmenge‘ und κράτος kratos, deutsch ‚Macht‘, ‚Herrschaft‘). Wörtlich übersetzt heißt Laokratie ‚Volksherrschaft‘. Im Conversations-Hand-Lexikon von 1831 wurde Laokratie ebenfalls mit Pöbelherrschaft übersetzt.